# 罗斯玛丽·埃姆斯
罗斯玛丽·埃姆斯（英語：Rosemary Eames，1965年—2002年），澳大利亚女子游泳运动员。她曾代表澳大利亚参加1984年夏季残疾人奥林匹克运动会游泳比赛，获得一枚金牌和四枚银牌。